# ديفيد كارتر (لاعب كرة مضرب)
ديفيد كارتر (بالإنجليزية: David Carter)‏ هو لاعب كرة مضرب أسترالي، ولد في 21 أبريل 1956 في بوندابيرج في أستراليا.

## وصلات خارجية
- ديفيد كارتر على موقع رابطة محترفي التنس (الإنجليزية)
- ديفيد كارتر على موقع الاتحاد الدولي لكرة المضرب (الإنجليزية)
- ديفيد كارتر على موقع خلاصة التنس.كوم (الإنجليزية)